# Правовое регулирование сексуальных контактов с животными
Зоосексуальные отношения во многих странах относятся к числу незаконных либо попадают под закон о жестоком обращении с животным, без специального упоминания сексуальности. Из-за того, что законодатели не различают, являются ли сексуальные отношения между человеком и животными «оскорбительными» или «плохим обращением», статус зоосексуальных отношений остаётся неясным в законодательствах некоторых стран.
Страны с большим влиянием религии имеют тенденцию издавать более строгие законы, а страны с меньшим влиянием имеют более мягкое законодательство. Вторая составляющая - это культурный контекст — некоторые культуры спокойно или открыто принимают зоосексуальность, другие совершенно не приемлют.
Изначально скотоложство, наряду с гомосексуальностью, рассматривалось только как религиозный поступок против Бога, позже стало рассматриваться как клиническая патология, сексуальная фиксация, непреодолимое влечение, заболевание, доказательство определённого рода атавизма или даже как «сильно вызывающее поведение».

## Зоосексуальные отношения
|                | Законодательство |
| -------------- | --- |
| Россия         | Нет законов, запрещающих зоосексуальные отношения. Однако насильственные действия подпадают под статью 245 УК РФ «Жестокое обращение с животными». |
| Австралия      | Законы принимаются на уровне штатов. Зоосексуальные отношения являются правонарушением в большей части штатов, кроме округа Джервис Бей, где зоосексуальные отношения явным образом не объявлены вне закона. |
| Бельгия        | Зоосексуальные отношения являются преступлением с 2007 года. Распространение зоосексуальной порнографии незаконно согласно постановлению суда, принятому в 2006 году. |
| Канада         | Считается правонарушением (раздел 160 запрещает «скотоложство». Термин неоднозначный, так что не совсем понятно, что именно попадает под это понятие). |
| Германия       | Зоосексуальные отношения ограничены с 2013 года. В ходе рассмотрения конституционной жалобы в 2015 году были растолкованы неоднозначные формулировки из пункта 13 параграфа 3 закона о защите животных. Согласно этому решению было определено, что под запрет попадают сексуальные отношения с животными, в ходе которых их заставляли (физически или способом сравнимым с применением физического насилия) вести себя отлично от поведения их вида. Таким образом разрешёнными остались отношения по обоюдному согласию. Распространение и публичная демонстрация, а также изготовление, владение, хранение и перевозка в целях распространения или публичной демонстрации порнографии, считаются нелегальными (§ 184a StGB Архивная копия от 4 февраля 2007 на Wayback Machine), и караются денежным штрафом или тюремным заключением сроком до трёх лет. Изготовление, владение, хранение и транспортировка в целях, исключающих распространение и публичную демонстрацию, не запрещены. Другие ограничения установлены согласно закону о защите животных (Tierschutzgesetz). |
| Нидерланды     | Зоосексуальные отношения, а также производство и распространение зоофильной порнографии являются уголовным преступлением с 2010 года. |
| Дания          | Зоосексуальные отношения запрещены законом с 2015 года. |
| Новая Зеландия | Зоосексуальные отношения считаются правонарушением согласно различным разделам в уголовном кодексе 1961 года. Согласно разделу 143 «скотоложство» считается преступлением, но, как и в Канаде, термин скотоложство пришёл из прецедентного закона. Есть также схожие правонарушения, как непристойные действия с животными (раздел 144) и принуждение к неприличным действиям с животными (раздел 142A). В криминальном кодексе 1989 года уголовная ответственность за скотоложство отменена, и зоосексуальные отношения стали проблемой «психического здоровья». В деле Полиция против Шерри (Police v Sheary)(1991) 7 CRNZ 107 (HC) Фишер (Fisher J) отмечал, что «общество вообще теперь более терпимо и с пониманием относится к нетрадиционным сексуальным действиям, которые не вредят окружающим». |
| Швеция         | Зоосексуальные отношения были декриминализированы в 1944 году, однако с 1 января 2014 года вступает в силу закон, криминализирующий скотоложство. Инициаторами законопроекта стали Партия зелёных и «Шведские демократы». |
| Великобритания | Зоосексуальные отношения считаются правонарушением. Однако в разделе 69 снизили возможный максимальный срок заключения до 2 лет для случаев, когда предполагается ответственность за непосредственный генитальный контакт. |
| США            | Законы принимаются на уровне штатов. Во многих штатах зоосексуальные отношения (иногда под термином «содомия» или «преступление против естества») явно считаются преступлением. В некоторых — нет. Во многих штатах законы против «содомии» были аннулированы или отменены судами, например в Техасе в деле против Лоренса суд постановил, что личные чувства морального неодобрения не являются достаточным основанием, чтобы наложить запрет на приватные действия. С другой стороны, в 2004 году во Флориде мужчина был осужден. Это дело показало, что даже в штатах, где нет конкретных законов против зоосексуальных действий, возможно применение кодексов о жестоком обращении с животными. Наконец, случай 1999 года, когда на человека, признавшегося в том, что он имеет влечение к животным, было произведено нападение («преступление на почве неприязни»), и суд вынес строгий приговор нападавшему, несмотря на спорный характер дела. |

## Законы о порнографии
В США порнография с животными определяется тестом Миллера и законами о непристойности как любая другая форма порнографии.
Законность любого порнографического материала имеет три компонента: легальность производства, легальность продажи и транспортирования, и легальность владения.
Вообще, порнография с животными является легальной, если её изготавливают где-нибудь, где зоосексуальные действия, а также создание порнографии одновременно являются законными. Законы относительно продажи, передачи и собственности различаются.
В США все порнографические материалы, считающиеся непристойными, если они не прошли через стандартный тест Миллера, не разрешено продавать, рассылать, распространять или перевозить через границы штата или в пределах штата, в котором существует запрет на это. Согласно американскому законодательству, под «распространение» также попадает передача через Интернет. Хранение обычно законно (если нет запрета согласно законам штата). Транспортировка между штатами или импорт порнографии даже с целью личного использования формально считается правонарушением.
Эротическое искусство, например, порнографические изображения животных в мультипликации, согласно законам, фактически не подпадает под категорию сексуального инцидента и обычно не рассматривается как секс с животными, так что статус таких материалов зависит от законов более общего характера, например, юридических понятий о непристойности или порнографии, где есть очень тонкая грань между эротическим искусством и порнографией. Этот контраст различного культурологического восприятия хорошо иллюстрирует громкий случай с комиксом «Omaha the Cat Dancer», из-за которого полиция Торонто повсеместно устроила обыски, классифицируя его как порнографию и скотоложство, в то время как в Новой Зеландии Комитет кинематографической и литературной цензуры признал этот комикс пригодным для «всех возрастов», рекомендовав его для образовательных целей в качестве пособия по сексуальным отношениям.

## Табу
Издавна к подобным действиям на Западе относились отрицательно, и они трактовались как религиозные преступления против Бога, а также как непристойные или пошлые действия, недостойные цивилизованного мира, подобное общественное мнение сохранилось до наших дней.
Основной исследователь в этой области, Хани Милетски (Hani Miletski), пишет: «изучив различные литературные публикации, становится понятно, что авторы понимают сексуальные отношения с животными каждый по-своему. Определения различных поведений и отношений часто находятся в противоречии, запутывая читателя. Такие термины, как „содомия“, „зоорастия“, „зоосексуальность“, а также „скотоложство“ и „зоофилия“ часто используются различными авторами в совершенно разных значениях». Верн Булло (Vern Bullough), известный авторитетный профессор, который рецензировал её работу, пишет в аннотации к её книге: «приведенные Милетски цитаты из существующих публикаций показывают, что очень мало известно достоверной информации о скотоложстве и нет даже общепринятого обоснованного мнения относительно того, почему происходят сексуальные контакты между человеком и животным …, многие из существующих статей и работ можно классифицировать больше как псевдонаучные, чем серьезные исследования.»
Согласно клиническим исследованиям, можно утверждать, что есть люди, для которых отношения с животными стоят на особом месте, или даже являются сексуальной ориентацией, и, как правило, не имеют никакого насилия или принуждения. Другие исследования показывают, что в таких «отношениях» больше пользы, чем вреда для животных. Согласно мнению некоторых исследователей, в таких отношениях «каждый достигает полного удовлетворения, животное получает значительное психическое и/или эмоциональное удовольствие от сексуального контакта с существом более высокой психической, эмоциональной, и интеллектуальной организации».

## Исторический и культурный контекст
Исторически, общественное мнение относительно зоосексуальности было основано на западных представлениях об этике, основы которой исходят из религиозных представлений, а более конкретно, к иудейско-христианско-исламским традициям, согласно которым зоосексуальность рассматривалась как искажение и нарушение Божьей воли.
Библия (Левит 18:23)

Женщина не должна становиться перед скотом для совокупления
В Средние века сжигали людей, уличенных в зоосексуальных действиях, приравнивая это к гомосексуализму [согласно цитате], называя это «содомией», с религиозной точки зрения это одно из самых скверных деяний.
В других культурах были времена, когда зоосексуальность принималась и разрешалась, но со временем тоже становилась табу, или была наказуема, такое отношение распространилось повсеместно.
На протяжении последних столетий это явление изучалось как заболевание, некоторая форма деградации или вырождения с точки зрения медицины, и в конце XX века пришли к выводу и признали зоосексуальность одним из видов сексуальной ориентации.
В некоторых странах существовали законы, запрещающие одиноким мужчинам жить с самками животных. К примеру, старый перуанский закон запрещал одиноким мужчинам иметь в качестве домашнего животного самку ламы.
В настоящее время, законы запрещающие зоосексуальные отношения часто инициируются специфическими происшествиями или под давлением чиновников. Пока некоторые законы очень специфичны, другие используют неопределённые понятия как «содомия» или «скотоложство», которым не хватает легальной точности и тем самым остаётся непонятным, какие именно действия они описывают. Другие факторы, влияющие на закон, включают вынужденные допущения, такие как плохое обращение, творческий подход к использованию альтернативных законов и столкновение с некодифицированными культурными нормами, запретами и социальными табу. Согласно Поснеру (Posner) (1996):

Существуют основания полагать, что скотоложство особым образом клеймится из-за страха, что оно может привести к рождению монстров… На ранних стадиях развития прецедентной системы общего права не было зафиксировано такого преступления как «жесткое обращение с животными»… Основная идея положений о жестоком обращении с животными отличается от идеи традиционного положения о содомии. Положения, направленные на предотвращение жестокости, принимают во внимание как качество обращения с животными, так и нарушение культурных норм, принятых в обществе, в то время как постановления, направленные против скотоложества, исходят из положений, воплощённых в статутах о содомии, нацеленных только на пресечение нарушений культурных норм.

Вследствие предубеждений, характерных для ранней антропологии и сравнительно ранних стадий понимания человеческой психологии и сексологии, скотоложство было категоризировано в поздних 1920—1930-х как своего рода дефицит, применимый к примитивным (не западным) культурам. скотоложство в одном из передовых сексологических изданий своего времени описано так:

Сексуальное извращение тупых, бесчувственных и неразборчивых людей. Оно процветало среди примитивных народов и крестьян и являлось следствием порока грубости, непривлекательности для женщин…

Клиницисты считали скотоложство патологией и редкой формой искажения полового акта, по природе близким к мастурбации. Для 1940-х годов (время докладов Альфреда Кинси) характерно, что сведения приходили из случайных, разрозненных источников прежде чем привлечь внимание учёных: клиницистов, антропологов или юристов.

## Клинический и научный контекст
Во время дискуссий приводили множество аргументов за и против зоосексуальных действий, «Британский журнал сексуального здоровья», комментируя это явление, более чем 30 лет назад писал следующее: «Мы собираемся всесторонне исследовать скотоложство, тщательно исследуя только медицинские или психологические факторы влечения.» (январь/февраль 1974, с. 43).
Как оказалось, взгляды людей значительно зависят от степени их интереса и представлений о данной теме. Часть опрошенных, кто сталкивался с зоосадизмом, и кто вообще не приемлет нетипичный образ жизни, или те, кто мало знает о зоосексуальности, часто расценивают это как изощренную форму издевательства над животными, и/или наличие серьёзных нарушений в психосексуальном поведении. У специалистов в области психического здоровья и тех, кто лично познакомился с зоофилами, постепенно отношение к зоосексуальности становится менее критичным, а иногда и благосклонным. 

## Юридический контекст
Законы о зоосексуальности формируются под влиянием трех главных факторов:
- забота о хорошем отношении к животным;
- личные моральные представления сторонников за и против;
- уровень культуры в каждом конкретном случае.

Главной трудностью в данном исследовании является то, что подобные случаи широко не известны, а на основании отдельных прецедентов невозможно выявить общие закономерности.
Общества защиты животных обычно, но не всегда, рассматривают зоосексуальность или зоофилию как издевательство над животными. Шведское общество защиты животных в 2005 году обратилось с иском по поводу инцидентов насилия над лошадьми, дело было рассмотрено и пришли к заключению, что, хотя в законодательство необходимо внести поправки о жестоком отношении к животным, в результате разбирательства по делу запрет на зоосексуальные деяния не последовал.

## Неопределённость в терминологии
Есть две главных причины, почему трудно доказать, являются ли зоосексуальные действия законными в стране или конкретной области. Терминология, используемая в законе, может быть довольно расплывчата, так что однозначно не ясно, что именно запрещено, уверенно можно сказать только одно, что если какой-то конкретный закон запрещает зоосексуальные деяния, то это не всегда в явной форме (по многим причинам), и с точностью наоборот, что не запрещено, то разрешено.
Некоторые страны прописывают текст законов очень точно, например, в Великобритании, где четко запрещено проникновение половым членом человека в животное, и проникновения половым членом животного в человека.
И наоборот, много стран допускают множество неопределённости, пренебрегая точными формулировками законов. Таким терминам, как «секс с животными», «сексуальный контакт», «содомия», «преступление против природы», или «скотоложство» значительно недостает юридической точности, и поэтому многие законы, которые на первый взгляд могут показаться очень конкретными, на самом деле являются очень неопределёнными и расплывчатыми при их рассмотрении в зале суда. Всё это вносит путаницу и становится непонятно, на какие же конкретные действия указывают законы и как трактовать эту терминологию.

## Трудности при установлении законности
Невозможно с уверенностью сказать, в законодательстве каких именно стран используется четкие указания на зоосексуальные действия. Этому есть множество причин, главные из которых:
- Предпосылка о жестокости. Даже если зоосексуальность явно не запрещена, но как правило, есть много других законов, которые могут использоваться, чтобы формально послужить причиной для возбуждения судебного разбирательства. Например, во многих странах есть законы о жестоком обращении с животными, и обвинитель будет утверждать, что любое зоосексуальное деяние — издевательство над животными.
- Злоупотребление законотворчеством. Некоторые страны имеют много исторически сложившихся законов с расплывчатыми формулировками, записанных в разных кодексах (например, законы о «преступлении против естества», или другие законы, основанные на исторических религиозных верованиях сложившихся в пределах данной культуры), согласно которым привлекают к ответственности в суде. Даже когда подобных законов не существует, как это часто бывает, но судебное преследование будет начато на основании небольшой зацепки, или придумают, как использовать другой закон.
- Неофициальные культурологические табу. Имеются традиции или устные культурологические суеверия, например законы племени или обычаи, которые, хотя и не трактуются как законодательство, но приравнены к любому другому закону. Их иногда называют общепринятым законом, и это одна из главных среди четырёх юридических систем в мире.
- Социальные табу. Независимо от того, законно это или нет, но часто общественное мнение упорно протестует. Например, даже в Швеции, где зоофилия была узаконена с 1944 года, Битз (Beetz) прокомментировала приговор Уллерштама (Ullerstam) следующим образом:

Следует отметить, что в данном случае наличие законов и восприятие их обществом это два совершенно разных вопроса…, никакое юридическое оправдание людей, занимающихся подобными видами сексуальной деятельности, не было воспринято обществом. […] Кроме того, Уллерштам (Ullerstam) приводил примеры, и было видно, что много порядочных людей, имевших сексуальный опыт с животными, вынуждены были жить в постоянном страхе из-за этого. Эти люди являются уважаемыми гражданами, но могли потерять все, если их деяния были бы преданы огласке; обо всех их заслугах сразу же забыли бы из-за примитивной моральной реакции.

## Перспективы
В настоящее время законодательство в западных странах непрерывно изменяется. Некоторые страны, например Великобритания в 2002 году, ослабили свои законы, в то время как другие страны (в нескольких американских штатах, некоторые европейские страны) недавно приняли абсолютно новые законы, криминализирующие зоосексуальные контакты.
Главной причиной для внесения изменений в законодательство Великобритании был полный пересмотр всех дел о сексуальных преступлениях, в результате которого пришли к выводу, что пожизненное заключение это слишком суровый приговор за преступления подобного рода. В штате же Аризона поводом для законодателей послужил «поток недавних судебных разбирательств», и они выступили со следующим заявлением: «Аризона, наверное, один из тех немногих штатов, где секс с животными не является преступлением. Это совсем не означает, что мы какие-то особенные. Почему мы обязаны быть не как все остальные только из-за того, что остальная часть нации думает, что зоосексуальность это проблема?».

## Общие предпосылки для законотворчества
В культурах с сильным влиянием традиционных религий (Иудаизм, Христианство, и Ислам), личные или культурологические представления о Боге, Библейских законах или замыслах Бога относительно секса для человека является очень сильным фактором влияния.
Наоборот, в некоторых странах (особенно в Соединенных Штатах), суды постановили, что этические взгляды это не достаточное основание для создания закона (Лоренс против штата Техас), а в других прецедентах (Мэтт (Muth) против Франка (Frank)) суды не были столь благосклонны в трактовке конкретного случая.
Вторая главная причина это сильное желание общества объявить вне закона и наказывать за жестокое отношение к животным или изнасилование животных. Культурологические и личные заблуждения, недостаток правдивой информации, и случаи зоосадизма заставляют общество опасаться или быть враждебным, никто не в состоянии даже поверить, что животные могут заниматься сексом с людьми добровольно или на равных.
Причина этого в том, что предыдущие исследования часто проводились только в тюрьмах. Были рассмотрены избранные широко известные прецеденты. Высказывания насильников, отбывающих тюремное заключение, умышленно искажались в зависимости от личных амбиций, как писал авторитетный профессор Верн Булло (Vern Bullough), «это больше псевдонаука» [полная цитата], а заблуждения автора использовались в течение многих десятилетий как доказательство того, что зоосексуальные действия необходимо классифицировать как редкую, но серьёзную сексуальную патологию.
Зоосадизм или пытка, изнасилование или жестокость к животным, и вообще любое принуждение или насилие над животным, является явным признаком людей, склонных к насилию. В результате подробных расследований не смогли доказать наличие связи подобных деяний с сексуальной деятельностью вообще или зоофилией в частности.
Главный социальный фактор, влияющий на введение законов, это привлечение общественного внимания к отдельным случаям, как это было в Вашингтоне, Миссури и Аризоне США, и также недавние попытки, предпринятые в 2004 году, изменить закон в Голландии. В таких случаях, обычно, не имеет значение, было ли изнасилование или нет, вообще очень редко именно так ставят вопрос. Скорее всего, это типичный случай моральной паники, или крики «только не на моем заднем дворе».
Очень много беспокойства и суеты происходит из-за недостатка знаний, усугубленного отвращением к сексуальным отношениям человека с животными, которые, по мнению общества и с точки зрения религии, являются отвратительными, а также желанием бороться с насилием.

## Законы против зоосексуальности
Зоосексуальность запрещена во многих странах. В России зоосексуальность законна, но зоосексуальная порнография незаконна.
Как правило, везде есть законы против принуждения кого-либо участвовать в зоосексуальных действиях, особенно несовершеннолетних (обычно это приравнивается к изнасилованию), а также законы, связанные с запретом демонстрации сторонним лицам (без их согласия или несовершеннолетним) полового акта. Есть редкие случаи в юриспруденции, когда законы против зоосексуальных действий, кроме всего прочего, предусматривают такие меры, как конфискация животных, в случае если вина будет доказана.
Сексуальное использование животных в ветеринарной практике, или в животноводстве (разведение) обычно не подпадает под действие таких законов, если они существуют.

### Религиозные законы
В некоторых религиях, секс с животными подпадал под правовые рамки теократических законов, таким образом, зоосексуальность регламентировалась религиозными законами. Это особенно характерно для авраамических религий, таких как иудаизм, христианство и ислам, хотя многие другие религии и верования, например индуизм, буддизм и сатанизм также повлияли на этот вопрос и отчасти определяли условия, в которых формировалось законодательство конкретной нации.

### Последствия применения законов
Последствия анти-зоосексуальных законов в основном сводятся к четырём случаям:
1. культурологические суеверия, невежество или охота на ведьм, в результате которых наличие закона дает основание выделить группу изгоев. (Подобный эффект был отмечен относительно Раздела 28 закона о гомосексуальности в Великобритании).
2. объявление таких людей вне закона привело к тому, что зоосексуалы не имели возможности сообщить об издевательствах над животными (из-за нежелания участвовать как свидетель или иначе попадать под внимание закона). А также становится возможным использовать зоосексуальность с целью шантажа (например, со стороны бывших партнеров и т. п., или как часто бывало, просто в качестве угрозы).
3. ограниченные возможности найти поддержку разного рода, если таковая вообще возможна, обратиться за советом или другой помощью, или возможность искать её открыто. (Известно исключение в Германии, где зоосексуальность является легальной, существует телефон доверия, по которому доступна бесплатная кризисная поддержка.)
4. личные переживания в связи с постоянным осознанием, что возможна потеря партнеров, или обвинения в преступлениях, из-за чего необходимо сохранять зоосексуальность в тайне даже от своих возлюбленных (из-за юридической беззащитности), что является стрессом для зоосексуалов и подвергает опасности их личную жизнь.

Связанные с этим опасения относительно последствий препятствуют зоосексуалам обращаться к докторам и врачам за медицинской помощью, например для подтверждения/опровержения диагноза зоосексуальности. Согласно сообщениям, подобные затруднения также возникают у гомосексуалов в странах, где гомосексуальность наказуема. Один из инцидентов, произошедший в Канаде, иллюстрирует какие последствия бывают от таких законов, и как они провоцируют охоту на ведьм, кто-то заявил властям на основании просмотра веб-страницы в Интернете, что якобы узнал в компьютере одного из своих знакомых. Фактически никаких прямых доказательств любых действий не было, кроме того, никаких доказательств насилия также не было, и обвинения были сняты в течение последующих нескольких недель. Однако к тому времени, домашние животные в его доме были конфискованы. Один был подвергнут эвтаназии (владелец вынужден был присутствовать, чтобы убедиться в смерти животного, медицинская процедура требовала некоторого времени), а другой был насильственно переселен и не был возвращен (несмотря на снятие всех обвинений). По словам владельца, у него нет средств, чтобы подать в суд и взыскать компенсацию, хотя на самом деле потери невосполнимы.

## Известные прецеденты
Есть множество прецедентов применения законов к зоосексуальности, здесь приведены только наиболее известные случаи.
- «Фредди Дельфин» (1991, Великобритания) — обвиняемый мужчина занимался мастурбацией с дельфином в море. Обвинен в «непристойном акте». Оправдан. Приглашенные специалисты подтвердили, что дельфины-самцы используют свои половые органы не только для секса, но также для знакомства друг с другом, и никакого сексуального подтекста здесь нет. Судья, оглашая приговор, назначил в качестве наказания штраф в размере 30 000 фунтов стерлингов.
- Кеннет Пиньян (2005, США) — мужчина умер из-за последствий анального проникновения жеребца. Полиция пришла к выводу, что смерть не была насильственной. Тем не менее, моральная паника привела к спешному введению законов в этом штате в качестве основания, чтобы предъявить обвинение его компаньону в хоть каком-нибудь преступлении.
- Судан, февраль 2006 — мужчину поймали во время секса с соседским козлом, совет старейшин обязал заплатить соседу приданое в 5000 суданских динаров (50 $) и жениться на животном.
- Камбоджа (2005) — жена застала своего мужа в кровати во время «страстных объятий» с собакой, он признался, что любит собаку больше, и развелся с женой. Полиция прокомментировала: «Как полиция, мы могли только решить проблему с его женой, пожелавшей развода. Мы не можем вмешиваться в его отношения с собакой, потому что, согласно кампучийским законам, это не такое уж серьезное нарушение. Это удивительно, но этот муж не сумасшедший. Оказалось, что он очень страстный человек, когда он смотрел на собаку, и чем больше он смотрел, тем больше в нём разгоралась страсть».